# Яблонівська волость
Яблонівська волость — адміністративно-територіальна одиниця Пирятинського повіту Полтавської губернії з центром у селі Яблунівка.
Станом на 1885 рік — складалася з 14 поселень, 33 сільських громади. Населення 10791 особа (5349 чоловічої статі та 5442 — жіночої), 1784 дворових господарств.
|                     | Площа, десятин | У тому числі орної, дес. |
| ------------------- | -------------- | ------------------------ |
| Сільських громад    | 10062          | 8985                     |
| Приватної власності | 12667          | 9849                     |
| Іншої власності     | 172            | 167                      |
| Загалом             | 22901          | 19001                    |

Основні поселення волості станом на 1885:
- Яблунівка — колишнє державне та власницьке село при річці Рудій за 35 верст від повітового міста, 2122 особи, 561 двір, 2 православні церкви, єврейський молитовний будинок, 6 постоялих будинків, 5 лавок, 2 ярмарки на рік, 3 вітряних млини, круподерня, винокурний завод.
- Білошапки — колишнє державне та власницьке село при річці Перевід, 1100 осіб, 187 дворів, православна церква, лікарня, постоялий будинок, вітряний млин.
- Ковтунівка — колишнє державне та власницьке містечко при річці Рудій, 1320 осіб, 249 дворів, православна церква.
- Крутоярівка — колишнє державне та власницьке село при річці Перевід, 511 осіб, 114 дворів.
- Сергіївка — колишнє державне та власницьке село при річці Перевід, 2300 осіб, 489 дворів, православна церква, 2 постоялий будинки, 5 вітряних млини, 4 ярмарки на рік.